# Magellanuhu
Der Magellanuhu (Bubo magellanicus), oder Magellan-Uhu, gelegentlich auch Patagonischer Uhu, Chilenischer Uhu oder Chile-Uhu genannt,  ist eine in den Anden verbreitete Art aus der Familie der Eigentlichen Eulen. Er wurde über längere Zeit als Unterart des Virginiauhus eingeordnet. Mittlerweile besteht jedoch weitgehender wissenschaftlicher Konsens, dass es sich bei dieser Eule um eine eigenständige Art handelt.

## Merkmale
Der Magellanuhu ist etwas kleiner als der Virginia-Uhu und erreicht eine Körperlänge von etwa 45 Zentimetern. Die Männchen haben eine Flügellänge zwischen 31,8 und 35,6 Zentimetern. Bei den Weibchen beträgt die Flügellänge 33 bis 36,8 Zentimeter. Sie wiegen etwa um 800 Gramm.
Verglichen zum Virginiauhu ist der Schnabel schmal, die Füße sind etwas weniger kräftig ausgeprägt und die Federohren sind kleiner, schmäler und spitzer zulaufend. Die Körperunterseite weist feine dunkle Querbinden auf, die dichter und regelmäßiger sind als beim Virginia-Uhu.
Der Gesang des Männchens wird lautmalerisch bu-hóohworrr umschrieben; die Betonung liegt auf der zweiten Silbe. Weibchen singen ähnlich, rufen den hworrr-Part aber länger gedehnt. Während der Balz rufen Männchen und Weibchen gelegentlich wechselweise.

## Verbreitung und Lebensraum
Der Magellanuhu ist ein Vogel der Anden. Er kommt entsprechend in Zentralperu, Bolivien und Argentinien sowie Chile vor. Er findet sich in Feuerland bis zum Kap Hoorn. Grundsätzlich ist der Magellanuhu ein Standvogel. Die Jungvögel zeigen jedoch insbesondere im Herbst
eine ausgeprägtere Dispersionswanderung. Für die im äußersten Süden vorkommenden Populationen hat man außerdem während des Winterhalbjahres auch Wanderbewegungen in nördlicher Richtung beobachtet.
Der Lebensraum des Magellanuhus sind felsige Wälder, Halbwüsten. Seine Höhenverbreitung reicht von der Tiefebene bis oberhalb der Baumlinie in Gebirgen. Als obere Verbreitungsgrenze gelten 4.500 Meter über NN. Vereinzelt nutzt er auch menschlichen Siedlungsraum und kommt in Patagonien, wo die Art besonders häufig ist, auch in Stadtparks vor.

## Lebensweise
Der Magellanuhu ist überwiegend dämmerungs- und nachtaktiv. Im äußersten Süden seines Verbreitungsgebietes kann er gelegentlich auch vor Sonnenunter- oder nach Sonnenaufgang beobachtet werden. Er übertagt in der Regel auf einem Ast in unmittelbarer Nähe des Baumstammes sitzend. Er nutzt als Übertagungsversteck aber auch Höhlen und Spalten. Das Nahrungsspektrum umfasst kleinere Säuger bis zur Größe von Hasen und außerdem auch Vögel und Reptilien. Sehr wahrscheinlich zählen auch größere Insekten und Spinnen zu seinem Beuteschema.
Die Fortpflanzungsbiologie des Magellanuhus ist bislang noch nicht sehr intensiv untersucht. Wie die meisten Uhu-Arten ist er jedoch territorial. Männchen singen von verschiedenen Warten aus, um die Grenzen ihres Territoriums anzuzeigen. Das Nest wird auf dem Grund errichtet. Das Gelege besteht aus zwei bis drei weißen Eiern, die im späten südlichen Winter oder im frühen Frühjahr gelegt werden. Es brüten allein die Weibchen, die das Brutgeschäft nach der ersten Eiablage aufnehmen. Das Männchen versorgt während der Brutzeit das Weibchen mit Futter. Die Jungvögel werden von beiden Elternvögeln gefüttert. Die Jungvögel verlassen das Nest, noch bevor sie flügge sind, und wandern in der Nähe der Niststelle umher.
In Patagonien und Tierra del Fuego ist der Magellanuhu eine häufige Art. In Chile haben die Populationen nach der Einführung von Kaninchen zugenommen.

## Belege

### Einzelbelege
1. ↑  König et al., S. 322
2. ↑  König et al., S. 323.